# Doraha
Doraha é uma cidade  no distrito de Ludhiana, no estado indiano de Punjab.

## Demografia
Segundo o censo de 2001, Daroha tinha uma população de 18,975 habitantes. Os indivíduos do sexo masculino constituem 56% da população e os do sexo feminino 44%. Daroha tem uma taxa de literacia de 71%, superior à média nacional de 59.5%: a literacia no sexo masculino é de 74% e no sexo feminino é de 66%. Em Daroha, 12% da população está abaixo dos 6 anos de idade.